# 부구초등학교 주인분교
부구초등학교 주인분교는 경상북도 울진군 북면 덕구온천로 464 (주인리)에 있었던 분교이다.

## 연혁
- 1949년 12월 21일 부구국민학교 덕인분교장 개교
- 1954년 4월 1일 덕인국민학교로 승격
- 1963년 1월 1일 경상북도로 편입
- 1994년 3월 1일 부구국민학교 덕인분교장으로 격하
- 1996년 3월 1일 부구초등학교 덕인분교장
- 1997년 3월 1일 폐교